# Palazzo Pallavicini (Bologna)
Il Palazzo Pallavicini, già palazzo Alamandini, si trova in via San Felice 24 a Bologna. Dal 2017 ospita mostre e manifestazioni artistiche.

## Storia
Il palazzo fu costruito nel Quattrocento, non si conosce esattamente la data della prima costruzione. In seguito passò a diverse proprietà, dai Sala, ai Volta, ai Marsili, fino ad essere acquistato nel 1557 dalla famiglia Isolani. Questi ultimi incaricarono gli architetti Paolo Canali e Luigi Casali di eseguire una completa ristrutturazione del palazzo, che avvenne nel 1680 secondo i "modi dell’architettura senatoria", come scrisse lo storico Giuseppe Guidicini. Fu realizzato lo scalone monumentale e il salone con soffitto a lanterna più alto della città. L'anno successivo il palazzo fu rilevato dai fratelli Girolamo e Carl’Antonio Alamandini, che lo lasciarono poi in eredità alla sorella Veronica, sposata con Paolo Bolognetti.

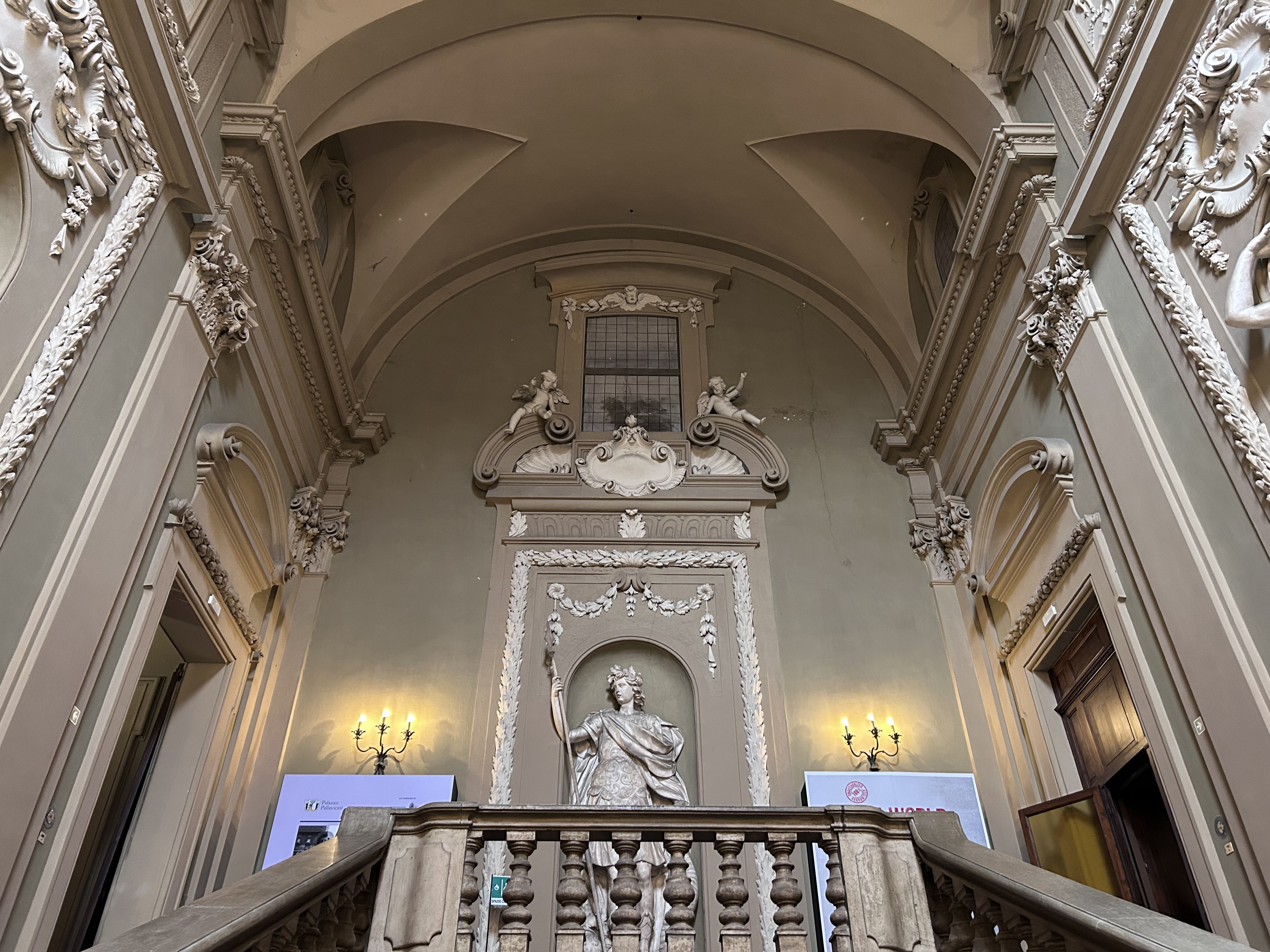
Lo scalone monumentale con gli stucchi di Giuseppe Borelli

Nel 1690 le sale vennero affrescate da Giovanni Antonio Burrini. Nel 1765 vi si stabilì il maresciallo Gian Luca Pallavicini, consigliere di Stato dell’imperatrice d’Austria Maria Teresa e governatore generale della Lombardia. Il Pallavicini fece diventare il palazzo sede di una corte europea e sua sede di rappresentanza, e lo aprì a una vivace vita sociale, organizzando ricevimenti, banchetti, concerti, commemorazioni ecc.
Il 26 marzo 1770, nella cosiddetta "sala della musica" si esibì un giovane Wolfgang Amadeus Mozart, di fronte a settanta dame, a esponenti dell'alta aristocrazia europea come il conte Wenzel Anton von Kaunitz-Rietberg e i principi di Holstein e di Sachsen Gotha, al padre del maresciallo conte Pallavicini e ad autorità religiose. In seguito si esibirono anche Josef Mysliveček, Johann Baptist Vanhal, Farinelli e altri.
Nel 1798 il palazzo ospitò la principessa Maria Carolina d'Asburgo-Lorena, che arrivò da Napoli scortata dal maresciallo Pallavicini per incontrare il suo futuro sposo, Ferdinando I di Borbone.
Dalla seconda metà del Settecento il palazzo divenne di proprietà di Giuseppe Pallavicini, il quale commissionò una serie di restauri e di abbellimenti pittorici, come gli affreschi opera di Filippo Pedrini, Serafino Barozzi e Flaminio Minozzi. Fra il 1791 e il 1792 dal bolognese Pietro Fabbri compose l’affresco con L’imperatrice Maria Teresa d’Asburgo come Cibele Madre di tutti i popoli sul soffitto di una sala al piano nobile.
Nel 1776, in occasione del matrimonio di Giuseppe Pallavicini con Carlotta Fibbia, il conte incaricò alcuni esponenti della scena artistica dell'epoca di eseguire ulteriori abbellimenti attraverso affreschi, sculture, decorazioni. Parteciparono a questi interventi artisti come Raimondo Compagnini, Giacomo Rossi, David Zanotti, Filippo Pedrini, Giuseppe Antonio Valliani, Emilio Manfredi, Francesco Sardelli. Un eccezionale lavoro di decorazioni in stucco fu realizzato da Giacomo Rossi sulle pareti delle sale del “Camerone” e dei “Conviti”, con un candelabre à la greque. Nella biblioteca furono raccolti circa 18.000 volumi appartenuti al conte Gian Luca Pallavicini.
Dal 2017, dopo un profondo restauro, Palazzo Pallavicini è diventato sede espositiva di grandi mostre ed eventi privati, la riapertura del Palazzo è stata affidata alla Pallavicini S.r.l. composta dall'immobiliarista Chiara Campagnoli, la gallerista Deborah Petroni e l'artista Rubens Fogacci.

## Mostre ed eventi
Il 21 settembre 2017 si è aperta la prima mostra del rinnovato Palazzo Pallavicini, "Nel segno di Manara. Antologica di Milo Manara", dedicata all'artista altoatesino. La mostra si è conclusa il 21 gennaio 2018.
Dall'edizione 2017, a cadenza annuale in concomitanza con ArteFiera, il palazzo è sede di SetUp Art Fair, la fiera di arte contemporanea indipendente.
Dal 2 marzo al 27 maggio 2018 si è tenuta la mostra "Vivian Maier - La fotografa ritrovata". 
Dal 29 settembre al 20 gennaio 2019 sono state esposte 80 opere del massimo esponente dell'Art Nouveau Alphonse Mucha. 
Dal 14 marzo al 9 giugno 2019 si è tenuta la prima retrospettiva italiana dedicata ad una delle fotografe più importanti del Novecento Lee Miller.
Dal 12 ottobre 2019 al 12 gennaio 2020 le sale di Palazzo Pallavicini hanno ospitato un'importante esposizione dedicata all'artista colombiano Fernando Botero.
Il 6 marzo 2020 Palazzo Pallavicini ha inaugurato la mostra dedicata al fotografo Robert Doisneau autore del famoso scatto ‘Baiser de l’hotel De Ville’, con 140 opere esposte. La mostra è stata chiusa l’8 marzo 2020 dopo solo due giorni di apertura per l’emergenza Covid19. 
Il 18 maggio 2020 la mostra riapre con riscontro di pubblico, concludendosi il 20 settembre 2020.
Dal 22 ottobre 2020 al 27 giugno 2021 nonostante la pandemia si è aperta la mostra dedicata ad uno dei più famosi pittori italiani dell’Ottocento, conosciuto in particolare per i suoi realistici ritratti Vittorio Matteo Corcos.
Dal 16 giugno 2022 al 18 settembre 2022 Palazzo Pallavicini ha ospitato la mostra True Stories, una grande antologica nell’universo ultrapop di Giuseppe Veneziano, caratterizzato da un approccio ironico e provocatorio nei confronti delle contraddizioni della realtà contemporanea. Le “storie vere” raccontante dall’artista mostrano i falsi miti e le debolezze della nostra società, con la graffiante ironia e l’irriverenza che da sempre contraddistinguono l’approccio dell’artista. Emerge cosı̀ la verità spesso sommersa dall’ipocrisia, dalle convenzioni e dai meccanismi del potere e non mancheranno, all’interno del percorso tematico della mostra, le incursioni nella storia dell’arte, da Goya a Raffaello.
La prima grande mostra a Bologna stagione autunnale 2022 è stata del maestro della metafisica Giorgio De Chirico dal titolo “De Chirico e l’oltre. Dalla stagione «barocca» alla neometafisica (1938-1978)” inaugurata il 13 ottobre 2022 con oltre 70 opere uniche provenienti dalla Fondazione Giorgio e Isa De Chirico terminata poi il 12 marzo 2023 con oltre 40000 visitatori.
La seconda mostra dell'ottobre 2022 è stata dedicata al grande maestro Roberto Ferri, pittore classe 1978 considerato il nuovo Caravaggio, che ha richiamato oltre 25000 visitatori internazionali in poco più di quattro mesi di apertura (20 ottobre 22 -12 marzo 23). 
Dal 3 ottobre 2024 al 16 marzo 2025, le sale di Palazzo Pallavicini hanno ospitato per la prima volta in assoluto a Bologna la più grande mostra dedicata ad Antonio Ligabue, il grande pittore espressionista italiano (Zurigo, 18 dicembre 1899 – Gualtieri, 27 maggio 1965).Organizzata e realizzata da Chiara Campagnoli, Deborah Petroni eRubens Fogacci della Pallavicini s.r.l., unitamente alla Direzione Artistica e curatela di WeAreBeside, produzione in collaborazione con SM.Art e patrocinata da Fondazione Augusto Agosta Tota per Antonio Ligabue, con testi di Francesca Bogliolo.
Il 26 febbraio 2025, Palazzo Pallavicini inaugura per la prima volta in Italia la mostra dell'artista scozzese Jack Vettriano che verrà a mancare qualche giorno dopo il 1 marzo 2025. L'esposizione proveniente direttamente dall'Artista Jack Vettriano presenta in mostra cinque oli, opere a tiratura limitata (create solo per questa mostra) su carta museale e gli splendidi scatti nello studio di Jack Vettriano eseguiti daFrancesco Guidicini, ritrattista ufficiale del “Sunday Times” le cui opere sono presenti alla National Portrait Gallery di Londra. L'organizzazione è stata curata da Chiara Campagnoli, Deborah Petroni e Rubens Fogacci della Pallavicini s.r.l., con la collaborazione di Jack Vettriano i testi ed il catalogo sono stati curati dalla dott.ssa Francesca Bogliolo.